# Jelena Bielewska
Jelena Wasiljewna Bielewska, ros. Елена Васильевна Белевская  (ur. 11 października 1963 w Eupatorii) – białoruska lekkoatletka specjalizująca się w skoku w dal, uczestniczka letnich igrzysk olimpijskich w Seulu (1988). W czasie swojej kariery reprezentowała Związek Socjalistycznych Republik Radzieckich.

## Sukcesy sportowe
- trzykrotna mistrzyni ZSRR w skoku w dal – 1986 (dwukrotnie), 1987[1]

| Rok  | Miasto       | Zawody                    | Konkurencja | Wynik         |
| ---- | ------------ | ------------------------- | ----------- | ------------- |
| 1986 | Moskwa       | Igrzyska dobrej woli      | skok w dal  | srebrny medal |
| 1986 | Stuttgart    | Mistrzostwa Europy        | skok w dal  | 7. miejsce    |
| 1987 | Liévin       | Halowe mistrzostwa Europy | skok w dal  | brązowy medal |
| 1987 | Indianapolis | Halowe mistrzostwa świata | skok w dal  | brązowy medal |
| 1987 | Rzym         | Mistrzostwa świata        | skok w dal  | srebrny medal |
| 1988 | Seul         | Igrzyska olimpijskie      | skok w dal  | 4. miejsce    |
| 1991 | Tokio        | Mistrzostwa świata        | skok w dal  | 8. miejsce    |

## Rekordy życiowe
- skok w dal – 7,39 – Briańsk 18/07/1987 (rekord Białorusi)
- skok w dal (hala) – 7,01 – Moskwa 14/02/1987  (rekord Białorusi)